# Journalistenpreis
Journalistenpreise sind Auszeichnungen für exzellente journalistische (Sparten-)Arbeiten in dem von der Ausschreibung erfassten Zeitraum, der gewöhnlich ein oder zwei Jahre umfasst.
Im deutschen Sprachraum spielen Journalistenpreise nicht die herausragende Rolle, die beispielsweise der Pulitzer-Preis in den USA hat. 2024 gab es in Deutschland 530 Journalistenpreise (inklusive Nachwuchspreise und Stipendien).

## Deutschsprachige Journalistenpreise

### Journalistenpreise mit besonders hohem Ansehen
| Journalistenpreis                                                                                        | Stifter / Träger                                                               | Jury                                                                                               | Seit | Vergabe |
| --- | ------------------------------------------------------------------------------ | -------------------------------------------------------------------------------------------------- | ---- | --- |
| Stern-Preis für journalistische Arbeiten in deutschsprachigen Zeitungen, Zeitschriften und Online-Medien | Seit 2005 stern und G+J; hervorgegangen aus dem Egon-Erwin-Kisch-Preis         | Auswahl von wechselnden Journalisten und Medienmanagern                                            | 2005 | Wird jährlich in fünf Kategorien sowie für Pressefreiheit und Lebenswerk vergeben; insgesamt dotiert mit 30.000 EUR.                                      |
| Theodor-Wolff-Preis für herausragenden Journalismus in deutschen Zeitungen und deren Online-Ausgaben     | Bundesverband Deutscher Zeitungsverleger (BDZV)                                | 9 Zeitungsjournalisten, unter anderem Peter Stefan Herbst, Annette Ramelsberger und Nikolaus Blome | 1962 | Wird jährlich in fünf gleichberechtigten Klassen vergeben und ist mit je 6.000 EUR dotiert. Zusätzlich kann ein Preis für das Lebenswerk vergeben werden. |
| Zürcher Journalistenpreis für in der Deutschschweiz veröffentlichte Arbeiten                             | Zürcher Presseverein (ZPV)                                                     | 5 Schweizer Journalisten, unter anderem Margrit Sprecher                                           | 1981 | Wird jährlich vergeben. Zusätzlich kann ein Preis für das Lebenswerk vergeben werden.                                                                     |
| Dr.-Karl-Renner-Publizistikpreis für in Österreich veröffentlichte Arbeiten                              | Ursprünglich ÖGB und BAWAG, seit 1984 Österreichischer Journalisten Club (ÖJC) | Journalisten, die Mitglieder des ÖJC sind.                                                         | 1964 | Wird alle zwei Jahre vergeben und ist mit 7.000 EUR dotiert.                                                                                              |
| Medienpreis für Qualitätsjournalismus                                                                    | Norbert Bernhard, Private Medien GmbH                                          | Mehrheitlich ausgewählte Medienkonsumentinnen und Medienkonsumenten sowie Medienprofis.            | 2002 | Wird jährlich in mehreren Kategorien für Print, TV, Radio und Online vergeben. Gesamtpreissumme bis zu 50.000 CHF.                                        |

### Journalismus allgemein
- Alternativer Medienpreis – der Alternative Journalistenpreis, in verschiedenen Sparten insgesamt 4.500 Euro jährlich seit 1999 von Nürnberger Medienakademie e. V. und Stiftung Journalistenakademie
- Deutscher Reporter:innenpreis für Reportagen und Interviews in deutschsprachigen Medien, wird seit 2009 vom Reporter-Forum jährlich in zwölf Kategorien vergeben. Der Preis ist nicht dotiert.
- Deutscher Sozialpreis,  in verschiedenen Sparten seit 1971 jährlich vergeben durch die Bundesarbeitsgemeinschaft der Freien Wohlfahrtspflege
- Günter-Wallraff-Preis für Pressefreiheit und Menschenrechte, Journalisten- und Menschenrechtspreis für Personen oder Institutionen, „die sich als Journalist:innen, Publizist:innen oder Bürgerrechtlicher:innen für Pressefreiheit und die Wahrung der universellen Menschenrechte, für Toleranz, soziale Rechte und Freiheit aller Menschen einsetzen“. (Erstvergabe 2015 an Floskelwolke)
- Hanns-Joachim-Friedrichs-Preis, Fernseh-Journalismus bis zu 5.000 Euro jährlich seit 1995 vom Friedrichs-Freundeskreis
- Hansel-Mieth-Preis, für Autoren-Fotografen-Team 6.000 Euro jährlich seit 1998 von Reportagen-Agentur Zeitenspiegel
- Hedwig-Dohm-Urkunde des Journalistinnenbundes, seit 1991 an Journalistinnen für deren herausragende journalistische (Lebens-)Leistung und frauenpolitisches Engagement
- Hildegard-von-Bingen-Preis für Publizistik, 10.000 Euro jährlich seit 1995 von der Hildegard-von-Bingen-Gesellschaft für Publizistik und Zeitgeschichte, Flonheim
- Journalist des Jahres (Deutschland), wird seit 2004 vom Medium Magazin vergeben
- Journalist des Jahres (Österreich), wird seit 2004 von der Fachzeitschrift Der Österreichische Journalist vergeben
- Liberty Award, für Auslandskorrespondenten und -reporter, 15.000 Euro jährlich seit 2007 von der Reemtsma Cigarettenfabriken GmbH
- Österreichischer Zeitschriftenpreis, 3.000 Euro jährlich seit 1983 vom Österreichischen Zeitschriften- und Fachmedien-Verband
- Otto Brenner Preis, jährlich seit 2005 von der IG Metall verliehen
- Swiss Press Award, 140.000 Schweizer Franken Preisgelder, wird seit 1986 jährlich in fünf Kategorien vergeben
- Wiener Journalistinnenpreis, 5.000 Euro jährlich seit 2011 von Wien Holding und FrauenNetzwerk Medien, verliehen von der Wiener Vizebürgermeisterin

### Politik
- Medienpreis des Deutschen Bundestages zu Parlamentarismus (Print und Rundfunk je 10.000 Euro seit 1996 jährlich, seit 1999 alle zwei Jahre vom Deutschen Bundestag)
- Medienpreis Entwicklungspolitik (vier Kategorien insgesamt 15.000 Euro jährlich seit 1995 von Bundesministerium für wirtschaftliche Zusammenarbeit und Entwicklung)
- Gerhard-Löwenthal-Preis für Journalismus (5.000 Euro Preisgeld, Erstvergabe 2004, getragen von der Förderstiftung Konservative Bildung und Forschung in Kooperation mit der Wochenzeitung Junge Freiheit sowie Ingeborg Löwenthal)
- Robert-Hochner-Preis, wird seit 2005 jährlich von der österreichischen Journalistengewerkschaft für publizistische Leistungen im Bereich der elektronischen Medien verliehen und ist mit 7.200 Euro dotiert, er wird vom österreichischen Bundespräsidenten überreicht
- Goldener Igel zu einem Thema rund um die Bundeswehr und/oder die Reserve in Deutschland (Print, Internet und Hörfunk/Fernsehen, insgesamt 6.000 Euro, seit 1993 vom Verband der Reservisten der Deutschen Bundeswehr)
- Kurt-Vorhofer-Preis für Politikjournalismus, wird seit 1996 von der Kleinen Zeitung und der Verbund AG verliehen und ist mit 7.200 Euro dotiert, die Überreichung erfolgt durch den österreichischen Bundespräsidenten
- Karl-Hermann-Flach-Preis für Beiträge zur Fortentwicklung des politischen Liberalismus von der Friedrich-Naumann-Stiftung (1976–2000) und seit 2010 von der Karl-Hermann-Flach-Stiftung
- Siebenpfeiffer-Preis Einsatz für freiheitliche Grundrechte und die demokratischen Grundwerte (5.000 Euro alle 2 bis 3 Jahre seit 1987 von Siebenpfeiffer-Stiftung)
- Journalistenpreis der Stiftung Datenschutz: Unterstützung von ausgewogenem Journalismus im Themenfeld Datenschutz und Privatheit (5.000 Euro jährlich seit 2017 von Stiftung Datenschutz)

### Wirtschaft
- BlaueBoje - Journalistenpreis Wirtschaft vor Ort (seit 2004, mit insgesamt 15.000 Euro dotiert, von den Volksbanken und Raiffeisenbanken in Rheinland und Westfalen)[2]
- Deutscher Journalistenpreis (seit 2007, acht Kategorien mit je 5.000 Euro Preisgeld, vom The Early Editors Club)
- Deutscher Wirtschaftsfilmpreis (drei Kategorien je 5.000 Euro jährlich vom deutschen Bundesministerium für Wirtschaft und Technologie)
- Ernst-Schneider-Preis (verschiedene Sparten insgesamt 55.000 Euro jährlich seit 1971 vom DIHK)
- Friedrich Vogel-Preise für Wirtschaftsjournalismus (insgesamt 25.000 Euro jährlich von der Friedrich und Isabel Vogel-Stiftung)[3]
- econsense-Journalistenpreis für Wirtschaft und Nachhaltigkeit (Print, Internet, TV, Hörfunk, mit insgesamt 4.500 Euro dotiert, seit 2003 von econsense – Forum Nachhaltige Entwicklung der Deutschen Wirtschaft e. V.)
- Georg von Holtzbrinck Preis für Wirtschaftspublizistik (Print und elektronische Medien je 5.000 Euro jährlich seit 1995 von der Verlagsgruppe Georg von Holtzbrinck)
- Hans Strothoff-Journalistenpreis (seit 2008; mit insgesamt 50.000 Euro dotiert)
- Horst-Knapp-Preis (seit 1996 jährlich von der Bank Austria gestifteter Preis für herausragende Leistungen im österreichischen Wirtschaftsjournalismus, mit 6.000 Euro dotiert)
- Journalistenpreis „Erneuerbare Energie“ der Agentur für Erneuerbare Energien (verschiedene Kategorien, mit insgesamt 10.000 Euro dotiert)[4]
- Journalistenpreis „Medienpreis Mittelstand“ der Wirtschaftsjunioren Deutschland (jährlich seit 2003; 6 Kategorien und ein Nachwuchssonderpreis mit insgesamt 13.000 Euro dotiert)[5]
- Ludwig-Erhard-Preis für Wirtschaftspublizistik (jährlich seit 1977 von der Ludwig-Erhard-Stiftung)

### Kunst/Kultur
- Alfred-Kerr-Preis für Literaturkritik (5.000 Euro jährlich seit 1977 von Börsenblatt für den Deutschen Buchhandel)
- Bert-Donnepp-Preis für Medienpublizistik (1–2 Preise von insgesamt 5.000 Euro jährlich seit 1991 von Freunde des Adolf-Grimme-Preises)
- Michael-Althen-Preis für Kritik (5.000 Euro jährlich seit 2012 von der Frankfurter Allgemeinen Zeitung)
- Helmut-Sontag-Preis für Medienpublizistik, 5.000 Euro jährlich seit 1987 vom Deutschen Bibliotheksverband gestiftet, seit 2010 gemeinsam mit der Wissenschaftlichen Buchgesellschaft

### Regional
- BIGSAS Journalistenpreis für Afrika-Journalismus (Print und Online, 2500 Euro Preisgeld, vergeben von der Bayreuth International Graduate School of African Studies)
- Deutsch-Französischer Journalistenpreis für Deutsch-Französische Völkerverständigung (mehrere Kategorien bis zu 6.000 Euro jährlich seit 1983 von deutschen und französischen Medien und Organisationen)
- Deutsch-Polnischer Journalistenpreis für Deutsch-Polnische Völkerverständigung (mehrere Kategorien bis zu 5.000 Euro jährlich seit 1997 von Administrationen der Region und verschiedenen Organisationen)
- Hessischer Journalistenpreis zur Identität Hessens (mehrere Preisträger, insgesamt 12.000 Euro jährlich, seit 2006 von Sparda-Bank Hessen und DJV Hessen)
- Lorry (Journalistenpreis) für besondere Berichterstattung über die Metropole Ruhr (seit dem Kulturhauptstadtjahr RUHR.2010)
- PresseFoto Hessen-Thüringen für Pressefotografen, die für Aufmerksamkeit die in den Medien gesorgt sowie zur Stärkung der Identität der beiden Bundesländer beigetragen haben (mehrere Preisträger, insgesamt 6.000 Euro jährlich, seit 2007 von DJV Hessen und Thüringen)
- Recherchepreis Osteuropa (Recherchen zu Sozialreportagen aus den Ländern Mittel-, Südost- und Osteuropas mit dem Fokus auf den Alltag, die Menschen, den Umgang mit gesellschaftlichen Umbrüchen oder die Lebensumstände von Randgruppen, seit 2015 von der Diakonie Württemberg)

### Wissenschaft/Technik/Medizin/Energiewende
- Deutscher Medienpreis Depressionshilfe (5.000 Euro alle zwei Jahre seit 2013 von der Stiftung Deutsche Depressionshilfe)
- Georg von Holtzbrinck Preis für Wissenschaftsjournalismus (Print und elektronische Medien je 5.000 Euro jährlich seit 1995 von der Verlagsgruppe Georg von Holtzbrinck)
- Goethe-Preis für wissenschafts- und hochschulpolitischen Journalismus, Erstvergabe 2008, getragen von der FAZIT-Stiftung und der Universität Frankfurt am Main
- Hauptsache Biologie zur Förderung qualitativ hochwertiger und verständlicher Wissenschaftskommunikation im Bereich der Biologie
- Hofschneider-Recherchepreis für Wissenschafts- und Medizinjournalismus, Erstvergabe 2008, mit 20.000 Schweizer Franken dotiert, getragen von der Zürcher Stiftung experimentelle Biomedizin.
- Hugo-Junkers-Preis (seit 1996 jährlich verliehen und mit insgesamt 10.000 Euro dotiert)
- Journalistenpreis „Evidenzbasierte Medizin in den Medien“ (seit 2009 jährlich vom Deutschen Netzwerk Evidenzbasierte Medizin verliehen und mit 1.500 Euro dotiert).
- Medienpreis der Deutschen AIDS-Stiftung, bis 1996: Journalistenpreis (insgesamt 15.000 Euro für drei Preisträger zweijährlich seit 2001; 1987–2000 jährlich; von der Deutschen AIDS-Stiftung)
- Wilhelm und Ingeborg Roloff-Preis, ausgeschrieben durch die Deutsche Lungenstiftung. Der erste Preis ist mit 3.000 Euro, der zweite mit 2.000 Euro dotiert; er wird seit 1997 alle zwei Jahre für vorbildliche Beiträge zur Lungenheilkunde/Pneumologie vergeben.
- Medienpreis Luft- und Raumfahrt (jährlich verliehen und mit insgesamt 15.000 Euro dotiert)
- Medienpreis Medizin Mensch Technik, zunächst Medtronic-Medienpreis (Print, Hörfunk, TV, online, seit 1997 jährlich von der Medtronic GmbH und seit 2012 gemeinsam mit der Charité - Universitätsmedizin Berlin verliehen und insgesamt mit 15.000 Euro dotiert)
- Österreichischer Staatspreis für Wissenschaftspublizistik (5.500 Euro, seit 1971)
- PUNKT (Print, Foto und elektronische Medien insgesamt 20.000 Euro jährlich seit 2005 von acatech, Deutsche Akademie der Technikwissenschaften)
- Deutscher Journalistenpreis Neurologie, seit 2008 jährlich ausgeschrieben durch die Deutsche Gesellschaft für Neurologie, dotiert mit 5.000 Euro in den Kategorien Wort und Elektronische Medien
- Abdruck für Zahnmedizin und Zahntechnik, seit 2006 jährlich ausgeschrieben durch die Initiative proDente, dotiert mit je 2.500 Euro in den Kategorien Print, Hörfunk, TV und Online
- Der Journalistenpreis des Clusters Erneuerbare Energien Hamburg wird 2025 zum achten Mal vergeben. Er fungiert als eigene Kategorie im Rahmen des German Renewables Awards.[6] Das EEHH-Cluster möchte Journalisten und ihre Beiträge würdigen, die sich um eine ausgewogene und verständliche Darstellung von Energiewende-Themen verdient gemacht haben. Der Preis ist mit 1.000 Euro dotiert und wird im Rahmen einer Abendgala in Hamburg vergeben.

### Umwelt/Ernährung
- Umweltpreis für Journalisten (2.500 Euro jährlich seit 1986 von Deutsche Umweltstiftung)
- Deutscher Naturfilmpreis (7.500 Euro, jährliche Vergabe seit 2008 von der Deutschen Naturfilmstiftung)

### Gesellschaft/Soziales/Kirche
- Claus Gatterer-Preis für sozial engagierten Journalismus (jährlich seit 1985 5.000 Euro vom Österreichischen Journalisten Club)
- Felix-Rexhausen-Preis für Berichterstattung über Lesben und Schwule (500 Euro jährlich seit 1998 vom Bund Lesbischer und Schwuler JournalistInnen)
- Journalistenpreis Bürgerschaftliches Engagement (jährlich seit 1998 beziehungsweise 2008 je 10.000 Euro in den Kategorien Print, Fernsehen und Hörfunk von der Robert Bosch Stiftung)
- Journalistenpreis „Pro Ehrenamt – Hermann Wilhelm Thywissen-Preis“ für Berichterstattung zum Ehrenamt seit 2001 vom Rhein-Kreis Neuss ausgelobt; dotiert mit insgesamt 18.000 Euro in vier Kategorien „TV/Hörfunk“, „Print“, „Lokales“ und „Nachwuchs“
- Medienlöwin (für Journalistinnen jährlich zwei nicht dotierte Preise, Fachgebiet Gesellschaft und Soziales)
- Otto-Brenner-Preis für kritischen Journalismus (Texte, insgesamt 45.000 Euro jährlich seit 2005 von Otto-Brenner-Stiftung, die zur IG Metall gehört)
- Prälat-Leopold-Ungar-JournalistInnenpreis (jährlich seit 2004 von der Caritas der Erzdiözese Wien und der Raiffeisenlandesbank Niederösterreich-Wien)
- Katholischer Medienpreis, Journalistenpreis, der seit 2003 jährlich von der Deutschen Bischofskonferenz vergeben wird
- Diakonie Journalistenpreis für Berichterstattung über Soziale Themen seit 2003 von der Diakonie Baden und der Diakonie Württemberg; dotiert mit insgesamt 12.000 Euro in mindestens vier Kategorien „Fernsehen“, „Print“, „Hörfunk“ und „Hörfunk kurz“
- Journalisten-Preis der Opferhilfeorganisation Weisser Ring für journalistische Beiträge, die sich mit dem Straftaten und ihren Folgen aus Sicht der Opfer von Kriminalität befassen (alle zwei Jahre seit 2009; fünf Kategorien: Print, TV, Online, Hörfunk und für journalistischen Nachwuchs; dotiert mit je 3.000 Euro pro Kategorie)

### Sonstige
- CIVIS Medienpreis für Integration und kulturelle Vielfalt wird als europäischer und deutscher Fernsehpreis sowie als deutschsprachiger Radiopreis in der Europäischen Union und der Schweiz vergeben.
- Deutscher Lokaljournalistenpreis (mehrere Preisträger, insgesamt 12.500 Euro jährlich seit 1979 von der Konrad-Adenauer-Stiftung)
- Helmut-Schmidt-Journalistenpreis für kritischen Verbraucherjournalismus (3 Preise von insgesamt 30.000 Euro jährlich seit 1996 von ING-DiBa)
- Journalistenpreis Bahnhof für Printmedien zum Thema Bahnhof (5.000 Euro jährlich seit 1998 von Unternehmensgruppe Dr. Eckert)
- Regino-Preis für Justizberichterstattung (mehrere Preisträger je 500 Euro jährlich seit 2000 von Wolfgang Ferner, Neue Juristische Wochenschrift (NJW) und dem Oberlandesgericht Koblenz)
- VDRJ Columbus Preis der Vereinigung Deutscher Reisejournalisten, wird seit 2010 für hochqualitativen Reisejournalismus verliehen, nicht dotiert.
- Verbraucherjournalistenpreis vom Markenverband, seit 2010 mit 17500 bis 20000 Euro Preisgeld an mehrere Preisträger unter der Schirmherrschaft von Roman Herzog.[7]
- Wächterpreis der deutschen Tagespresse für investigativen Journalismus und Verteidigung der Pressefreiheit (3 Preise mit insgesamt 26.000 Euro jährlich seit 1969 von Stiftung „Freiheit der Presse“)

## Noch nicht etablierte Journalistenpreise für deutschsprachige Journalisten
Die folgenden Journalistenpreise sind noch nicht etabliert, das heißt die Erstverleihung liegt noch keine fünf Jahre zurück, beziehungsweise sie sind noch nicht mindestens dreimal vergeben worden.
- Medienpreis für digitale Aufklärung, für Beiträge, die Themen der digitalen Transformation in der Gesellschaft ergründen (seit 2021, vergeben unter anderem von der Initiative Deutschland – Land der Ideen in den Kategorien geschriebenes und gesprochenes Wort, zuletzt dotiert mit insgesamt 18.000 Euro)[8]
- Courage-Preis für aktuelle Berichterstattung, in der sich ein Bewusstsein für Genderfragen widerspiegelt (seit 2016, vergeben vom Journalistinnenbund)
- Medienpreis „Friedhof heute“ zum Thema Friedhof (mehrere Preisträger, insgesamt 5.000 Euro jährlich, wurde ab 2014 von Aeternitas e.V. vergeben, inzwischen eingestellt)
- Herbert-Riehl-Heyse-Preis (Erstvergabe 2005)
- Journalistenpreis „Historische Wertpapiere und Finanzgeschichte“ für Themen rund um Historische Wertpapiere und Finanzgeschichte (Je 1.000 Euro Preisgeld in 3 Kategorien, Erstvergabe 2011, Initiative der International Bond and Share Society (IBSS))
- Jugenddrehscheibe-Preis für Kinder- und Jugendmedien (Erstvergabe 2007, getragen von der Bundeszentrale für politische Bildung)
- Puk-Journalistenpreis
- Schweizer Medienpreis für Lokaljournalismus, für die Sparten Print, Radio und TV mit je 20'000 Franken dotiert, seit 2011[9]
- Dietmar Heeg Medienpreis der Karl Kübel Stiftung - mit insgesamt 10.000 Euro dotierter Preis. Erstvergabe 2015. Es werden Beiträge ausgezeichnet, die die Situation von Familien in Deutschland in den Focus ihrer Berichterstattung stellen. Jährliche Ausschreibung für die Bereiche Print, Radio und TV.[10]
- Journalistenpreis der Verbraucherzentrale NRW für Beiträge aller Mediengattungen zu verbraucherrelevanten Themen mit NRW-Bezug (seit 2022, vergeben von der Verbraucherzentrale Nordrhein-Westfalen)
- Herbert Pichler-Inklusions-Medienpreis für exzellente Berichterstattung im Bereich der Inklusion (Kategorien Fernsehen, Radio, Printmedien, digitale Medien/Podcasts; je 3.000 Euro pro Kategorie), seit 2021

## Nachwuchs- und Förderpreise für deutschsprachige Journalisten
Die folgenden Journalistenpreise richten sich an den journalistischen Nachwuchs bis hinunter zu Redakteuren von Schülerzeitungen; üblicherweise liegt die Altersgrenze nach oben jedoch bei 35 Jahren. Bei Förderpreisen steht neben der Preiswürdigkeit des Ausgezeichneten oft die Finanzierung einer weiteren Ausbildungsstufe – zum Beispiel eines Auslandsaufenthalts oder eines Volontariats – im Vordergrund. Daher können Nachwuchs- und Förderpreise nicht mit den allgemein zugänglichen Preisen verglichen werden und werden hier extra aufgeführt.
- Axel-Springer-Preis für junge Journalisten der Axel Springer Akademie (jährlich seit 1991, vier Kategorien, derzeit insgesamt 54.000 Euro, Altersgrenze 33 Jahre)
- CNN Journalist Award für Nachwuchsjournalisten
- Georg-Schreiber-Medienpreis für herausragende Arbeiten von Nachwuchsjournalisten im Bereich Gesundheit und Soziales. (zirka 25.000 Euro für Print, Hörfunk und Fernsehen, seit 2003 jährlich vergeben von AOK Bayern)
- Ensemble-Journalistenpreis, Saarland
- Kurt-Magnus-Preis (insgesamt 25.000 Euro Preisgeld) wird seit 1963 von der Dr. Kurt-Magnus-Stiftung der Arbeitsgemeinschaft der Rundfunkanstalten Deutschlands (ARD) vergeben.[11]
- Ludwig-Erhard-Preis Förderpreis für Wirtschaftspublizistik (5.000 Euro, jährlich seit 1991 von Ludwig-Erhard-Stiftung)
- Marion-Dönhoff-Förderpreis (Print, jährlich seit 1999 je 5.000 Euro von der Robert Bosch Stiftung)
- Marlies-Hesse-Nachwuchspreis wird seit dem Jahr 2002 durch den Journalistinnenbund verliehen und ist mit 1000 Euro dotiert. (Altersgrenze 35 Jahre)
- Wolfgang-Seibel-Preis für Nachwuchsjournalisten (Erstvergabe 2004, getragen von der Journalistenschule der katholischen Kirche)
- Konrad-Duden-Journalistenpreis (insgesamt 3500 Euro Preisgeld für drei Preisträger), wird seit 2012 alle zwei Jahre für sprachliche herausragende Beiträge in Print, Online, Hörfunk oder Fernsehen verliehen
- Young CIVIS Media Prize Förderpreis für junge Journalisten und Journalistinnen sowie Studierende und Absolventen der Film- und Medienhochschulen.

## Nicht mehr vergebene Preise
- Alstom Journalistenpreis (2002–2009), verliehen durch Stiftung Alstom Journalistenpreis, Stifterin Alstom (Schweiz)
- Deutscher Kritikerpreis (1951–2009), verliehen vom Verband der deutschen Kritiker e. V.
- Die Spitze Feder, österreichischer Journalistinnenpreis (1999–2010), Stifterin Jutta Sander, später Monika Vana und Eva Glawischnig, ab 2011 ersetzt durch den Wiener Journalistinnenpreis
- Emma-Journalistinnen-Preis (für Journalistinnen drei Preise von insgesamt 4.500 Euro alle zwei Jahre von 1990 bis 2012 von EMMA und dem nordrhein-westfälischen Frauenministerium)
- Königin-Christine-Preis für Wissenschaftsjournalismus über Schwule, Lesben und Transgender (jährlich seit 2001 von der Königin-Christine-Gesellschaft; wurde jedoch seit 2002 nicht mehr vergeben)
- Fritz-Sänger-Preis für mutigen Journalismus (1983–1998) (Stifter: Sozialdemokratische Partei Deutschlands (SPD))
- Goldener Prometheus (2006–2009 vergeben)
- Ludwig-Bölkow-Journalistenpreis für Journalismus im Bereich der Luft- und Raumfahrt (Erstvergabe 2004)
- Prix du Champagne Lanson (2001–2008) für deutschsprachige Weinjournalisten (in Print oder elektronischen Medien getragen von Champagne Lanson)
- Ralf-Dahrendorf-Preis für Lokaljournalismus (2011–2021) für Beiträge, die vorbildlich und anschaulich die Funktionsweise von Demokratie in Deutschland auf lokaler Ebene transparent machten, gestiftet von BZ.medien

## Journalistenpreise außerhalb des deutschsprachigen Raumes
- CPJ International Press Freedom Awards
- Daphne-Caruana-Galizia-Preis für Journalismus (EU)
- George Polk Award (USA)
- Prix Italia
- Pulitzer-Preis (USA)
- UNCA-Excellenz-im-Journalismus-Auszeichnung (UNO)
- Bayeux-Calvados Awards for war correspondents (F)

## Kritik an Journalistenpreisen
Über die oben genannten Journalistenpreise hinaus gibt es eine große Zahl weiterer Journalistenpreise, die von Unternehmen oder Verbänden ausgeschrieben werden (siehe dazu auch den unten angegebenen Link des BDZV). Dabei handelt es sich häufig um Public-Relations-Instrumente, mit deren Hilfe die Ausschreibenden die Aufmerksamkeit von Journalisten auf sich zu ziehen beabsichtigen, die Medienpräsenz eines bestimmten Themas fördern möchten oder andere PR-Ziele verfolgen.